# POW!
POW!は日本のロックバンド。

## 概要
平井豊が日芸で一緒だった根岸孝旨（Bass)、埼玉県久喜市在住の小田原豊（Drums）の3人で結成した。
根岸は大学1年のときに小田原とPOW!の前身バンドを始めたとしている。
1982年に前身となるKIDSをボーカルの上田力をリーダーとして結成。上田が脱退して1983年にPOW!と改称した。

## メンバー
- 平井豊（Guitar）
- 根岸孝旨（Bass)
- 小田原豊（Drums）